# 小林大紀・土田玲央のツイートーク
『小林大紀・土田玲央のツイートーク』（こばやしだいき・つちだれいおうのツイートーク）は、2017年12月22日からニコニコ生放送で配信されている声優によるインターネット番組。

## 概要
パーソナリティーがTwitterを使って視聴者とコミュニケーションをとっていく番組。リスナーの愛称は「ツイ美」。

番組への投稿はTwitterのリプライ、ハッシュタグを利用して行われる。番組公式ハッシュタグは「#ツイートーク」。

初回放送（第0回）は生放送形式で配信された。通常放送は2017年12月22日より開始。
番組終了後にはチャンネル会員限定のおまけ動画が配信されている。

### コーナー
みんなのツイート　
ふつおた。Twitter投稿時推奨ハッシュタグは「#みんツイ」。
これバズってましたよ！
Twitterでバズっていた話題をもとに、企画に挑戦するコーナー。
プリーズリプ
Twitterを使いリスナーからお題に沿った投稿を募集し、トークを広げる。
プリンス大紀におまかせ
リスナーから送られた画像に即興で声をあてる。Twitterでの画像投稿推奨ハッシュタグは「#プリ大」。
氷炎戦記
土田玲央が個人で創作する作品「氷炎戦記」を番組の時間を使い、ボイスドラマとして朗読等をする。
小林大紀ランド
小林大紀が創作したボイスドラマ作品を放送する。
ツイドラマ
ツイッターでハッシュタグ「#ツイドラマお題」を使いリスナーからお題を募集し、パーソナリティー2人が同じお題に沿ったボイスドラマを創作し朗読する。
50％クイズ
パーソナリティー2名のうちどちらか1名しか答えられなさそうなクイズをリスナーから募集し、回答をする。

### 過去のコーナー
4択アンケート　
ツイッターの機能を使いリスナーにアンケートをとり、その結果を予想する。

## ゲスト
- 第8回（2018年4月13日） - 伊東健人
- 第9回（2018年4月27日） - 狩野翔
- 第19回（2018年10月1日） - 高塚智人
- 第22回（2018年11月9日） - ランズベリー・アーサー
- 第54回（2020年3月13日） - 比留間俊哉
- 第55回（2020年3月28日） - 高坂知也
- 「小林大紀・土田玲央のツイートーク」特番（2020年6月21日） - 比留間俊哉、高坂知也
- 第88回（2021年8月13日） - 児玉卓也

※パーソナリティの土田は欠席
- 第130回（2021年5月12日） - 宮﨑雅也
- 第131回（2023年5月26日） - 堂島颯人
- 第148回（2024年2月23日） - 中島ヨシキ

※ゲスト扱いではなく、パーソナリティの土田の代理
- 第151回（2024年4月12日） - 伊瀬結陸
- 第152回（2024年4月26日） - 野上翔

## イベント
- 「小林大紀・土田玲央のツイートーク」オープンツイートVol.1（2018年5月26日、YMCAアジア青少年センター スペースYホール）

ゲスト：伊東健人、 狩野翔
- 「小林大紀・土田玲央のツイートーク」オープンツイートVol.2（2019年2月2日、YMCAアジア青少年センター スペースYホール）

ゲスト：高塚智人、ランズベリー・アーサー
- 「小林大紀・土田玲央のツイートーク」マンスリー公開収録イベント「ツイ美オフ会」Vol.1（2020年6月19日、池袋・STORIA）
- 「小林大紀・土田玲央のツイートーク」マンスリー公開収録イベント「ツイ美オフ会」Vol.2（2020年7月17日、池袋・STORIA）
- 「小林大紀・土田玲央のツイートーク」マンスリー公開収録イベント「ツイ美オフ会」Vol.3（2020年8月21日、池袋・STORIA）
- 「小林大紀・土田玲央のツイートーク」マンスリー公開収録イベント「ツイ美オフ会」Vol.4（2020年9月25日、池袋・STORIA）
- 「小林大紀・土田玲央のツイートーク」マンスリー公開収録イベント「ツイ美オフ会」Vol.5（2020年10月23日、池袋・STORIA）
- 「小林大紀・土田玲央のツイートーク」マンスリー公開収録イベント「ツイ美オフ会」Vol.6（2020年11月20日、池袋・STORIA）
- 「小林大紀・土田玲央のツイートーク」オープンツイートVol.3（2022年6月22日、秋葉原ハンドレッドスクエア倶楽部）

ゲスト：小林竜之
- 「小林大紀・土田玲央のツイートーク」オープンツイートVol.4（2023年6月25日、門前仲町 HyperMix多目的ホール）

ゲスト：堂島颯人・宮﨑雅也
- 「小林大紀・土田玲央のツイートーク」オープンツイートVol.5（2024年7月21日、R’sアートコート）

ゲスト：中島ヨシキ・野上翔・伊瀬結陸

## 関連商品
- ドラマCD「氷炎戦記〜災征学園編〜」の世界へようこそ（2018年5月）[注 1]
- ドラマCD「氷炎戦記〜滅鬼復活編〜」（2019年2月）[注 2]